# Koggala Airport
Koggala Airport (IATA-kod KCT, ICAO-kod VCII) är en flygplats på Sri Lanka. Flygplatsen var från början en RAF-bas, men används idag både som militär (jfr Sri Lankan Air Force) och inrikes flygplats. Flygplatsen håller inte standarden som internationell flygplats.